# Hildur Þorgeirsdóttir
Hildur Þorgeirsdóttir (* 11. März 1989) ist eine ehemalige isländische Handballspielerin, die zuletzt für den isländischen Erstligisten Fram Reykjavík auflief. Mittlerweile ist sie als Handballtrainerin tätig.

## Karriere

### Im Verein
Hildur Þorgeirsdóttir begann das Handballspielen beim isländischen Verein FH Hafnarfjörður. Nach der Saison 2008/09, in der die Rückraumspielerin 96 Treffer für FH in der höchsten isländischen Spielklasse erzielt hatte, wechselte sie zum Ligakonkurrenten Fram Reykjavík. Mit Fram gewann sie in den Jahren 2010 und 2011 den isländischen Pokal.
Hildur Þorgeirsdóttir unterschrieb im Jahr 2011 einen Zweijahresvertrag beim deutschen Bundesligisten HSG Blomberg-Lippe. Während der Vertragslaufzeit erzielte die Linkshänderin insgesamt 77 Bundesligatreffer für Blomberg. Anschließend schloss sich Hildur Þorgeirsdóttir dem Ligakonkurrenten Vulkan-Ladies Koblenz/Weibern an, für den sie 118 Tore in der Bundesliga warf.
Hildur Þorgeirsdóttir kehrte zur Saison 2015/16 zu Fram Reykjavík zurück. Mit Fram gewann sie 2017, 2018 und 2022 die isländische Meisterschaft sowie 2018 und 2020 den isländischen Pokal. Nach der Saison 2021/22 beendete sie ihre Karriere.

### In Auswahlmannschaften
Hildur Þorgeirsdóttir lief für die isländische Juniorinnennationalmannschaft auf. Später gehörte sie dem Kader der isländischen A-Nationalmannschaft an. Mit der isländischen Auswahl nahm sie an der Europameisterschaft 2012 teil.

### Als Trainerin
Hildur Þorgeirsdóttir betreut seit dem Jahr 2023 die isländische U-15-Nationalmannschaft.